# Ognivo
Ognivo – opracowana przez KIR aplikacja internetowa, która od 2007 r. umożliwia bezpieczną i szybką wymianę informacji pomiędzy uczestnikami systemów rozliczeniowych Elixir i Euro Elixir oraz instytucjami takimi jak: ZUS, Poczta Polska, urzędy skarbowe, izby celne, administracyjne organy egzekucyjne, komornicy sądowi oraz organy sprawiedliwości (sądy, prokuratury). Ognivo pozwala na sprawne zarządzanie prowadzonym przez banki procesem reklamacji i obsługę zapytań, dotyczących rozliczeń transakcji międzybankowych realizowanych przez KIR.

## Moduły
Poprzez rozbudowywanie aplikacji Ognivo o kolejne moduły, KIR usprawniania wymianę informacji pomiędzy użytkownikami usługi. Każdy z modułów aplikacji Ognivo odpowiada konkretnym potrzebom banków i instytucji z nimi współpracujących:
- moduł reklamacji i zapytań umożliwia elektroniczną wymianę zapytań i reklamacji, dotyczących rozliczeń międzybankowych, pomiędzy bankami a ZUS, Pocztą Polską i KIR;
- moduł monitoringu sald systemów rozliczeniowych pozwala na sprawdzenie sald banku w systemach rozliczeniowych KIR. Aktualizacja stanu rozliczeń banku następuje po każdej zmianie pozycji salda;
- moduł elektronizacji zgód poleceń zapłaty obsługuje procesy związane z przyjęciem lub odrzuceniem (odwołaniem) zgody na obciążenie rachunku z tytułu polecenia zapłaty;
- moduł awaryjnego kopiowania plików BIF umożliwia eksport/import plików BIF do/z bramki FTP w przypadku niedostępności podstawowego łącza transmisji danych. Od 2009 r. moduł jest obowiązkowy dla banków, które są bezpośrednimi uczestnikami rozliczeń;
- moduł do obsługi przenoszenia rachunków / usług płatniczych[1] pozwala ułatwić i przyspieszyć proces przenoszenia rachunków klientów pomiędzy dotychczasowym a nowym bankiem;
- moduł zapytania o rachunki bankowe dłużników[2] umożliwia elektroniczną komunikację komornikom sądowym i skarbowym z bankami w zakresie obsługi zajęć. Dzięki niemu komornicy sądowi i skarbowi mogą uzyskać od banków potwierdzenie prowadzenia rachunków bankowych osób, objętych egzekucją komorniczą;
- moduł informacji o saldach przychodzących[3] udostępnia bankom szczegółowe dane (tzw. dane analityczne) o wybranych transakcjach jeszcze przed dokonaniem rozrachunku;
- moduł do obsługi prokuratury i sądów[4] umożliwia elektroniczną wymianę informacji pomiędzy bankami a organami sprawiedliwości na temat klientów, wobec których prowadzone są postępowania;
- moduł rozrachunku Izby Rozliczeniowej Giełd Towarowych (IRGIT)[5], umożliwia przekazywanie danych do rozrachunku pieniężnego transakcji zawieranych na rynkach Towarowej Giełdy Energii, pomiędzy IRGIT a bankami prowadzącymi rachunki rozliczeniowe członków tej izby.